# Льговське
Льго́вське (до 1945 року — Чєлєбі́-Елі́, крим. Çelebi Eli) — село Феодосійського району Автономної Республіки Крим. Розташоване на заході району.
Відстань від райцентру до населеного пункта становить 34 кілометрів по прямій.
У 2023 році у проєкті Постанови Верховної Ради України «Про перейменування деяких населених пунктів Автономної Республіки Крим» село запропоновано перейменувати на Челебі-Елі.

## Населення

### Мова
Розподіл населення за рідною мовою за даними перепису 2001 року:
| Мова                | Відсоток |
| ------------------- | -------- |
| російська           | 61,46 %  |
| кримськотатарська   | 20,02 %  |
| українська          | 14,51 %  |
| інші/не визначилися | 4,01 %   |